# Mistrzostwa Świata w Lekkoatletyce 1995 – bieg na 400 m przez płotki kobiet
Bieg na 400 m przez płotki kobiet – jedna z konkurencji rozgrywanych podczas mistrzostw świata w lekkoatletyce w 1995. Eliminacje odbyły się 8 sierpnia, półfinały miały miejsce 9 sierpnia, finał zaś został rozegrany 11 sierpnia.
Do konkursu zgłoszonych zostało 26 zawodniczek z 20 państw.
Zawody w tej konkurencji wygrała reprezentantka Stanów Zjednoczonych Kim Batten. Drugą pozycję zajęła rodaczka triumfatorki Tonja Buford, trzecią zaś reprezentująca Jamajkę Deon Hemmings.

## Wyniki

### Eliminacje
Bieg 1
| Miejsce | Zawodniczka                 | Państwo           | Wynik |
| ------- | --------------------------- | ----------------- | ----- |
| 1.      | Tonja Buford                | Stany Zjednoczone | 55,15 |
| 2.      | Tetiana Tereszczuk-Antipowa | Ukraina           | 56,16 |
| 3.      | Natalja Torszyna-Alimżanowa | Kazachstan        | 56,23 |
| 4.      | Monika Warnicka             | Polska            | 56,88 |
| 5.      | Olga Nazarowa               | Rosja             | 57,64 |
| 6.      | Louise Fraser               | Wielka Brytania   | 57,99 |
| 7.      | Åsa Svensson                | Szwecja           | 58,42 |

Bieg 2
| Miejsce | Zawodniczka        | Państwo           | Wynik   |
| ------- | ------------------ | ----------------- | ------- |
| 1.      | Kim Batten         | Stany Zjednoczone | 55,71   |
| 2.      | Ionela Târlea      | Rumunia           | 58,47   |
| 3.      | Guðrún Arnardóttir | Islandia          | 58,57   |
| 4.      | Zhanna Sokolova    | Tadżykistan       | 1:13,16 |
| –       | Hsu Pei-chin       | Chińskie Tajpej   | DSQ     |
| –       | Taciana Kuroczkina | Białoruś          | DSQ     |
| –       | Rosey Edeh         | Kanada            | DNS     |

Bieg 3
| Miejsce | Zawodniczka      | Państwo   | Wynik |
| ------- | ---------------- | --------- | ----- |
| 1.      | Deon Hemmings    | Jamajka   | 54,72 |
| 2.      | Silvia Rieger    | Niemcy    | 55,75 |
| 3.      | Tatjana Ledowska | Białoruś  | 56,03 |
| 4.      | Omolade Akinremi | Nigeria   | 56,46 |
| 5.      | Miriam Alonso    | Hiszpania | 58,36 |
| –       | Nezha Bidouane   | Maroko    | DSQ   |

Bieg 4
| Miejsce | Zawodniczka              | Państwo                  | Wynik |
| ------- | ------------------------ | ------------------------ | ----- |
| 1.      | Heike Meißner            | Niemcy                   | 55,95 |
| 2.      | Trevaia Williams-Davis   | Stany Zjednoczone        | 55,98 |
| 3.      | Karen van der Veen       | Południowa Afryka        | 56,32 |
| 4.      | Irina Lenskiy            | Ukraina                  | 57,52 |
| 5.      | Debbie-Ann Parris-Thymes | Jamajka                  | 57,83 |
| 6.      | Marie Womplou            | Wybrzeże Kości Słoniowej | 58,67 |

### Półfinały
Bieg 1
| Miejsce | Zawodniczka                 | Państwo           | Wynik   |
| ------- | --------------------------- | ----------------- | ------- |
| 1.      | Tonja Buford                | Stany Zjednoczone | 55,30   |
| 2.      | Tetiana Tereszczuk-Antipowa | Ukraina           | 56,09   |
| 3.      | Natalja Torszyna-Alimżanowa | Kazachstan        | 56,52   |
| 4.      | Heike Meißner               | Niemcy            | 56,75   |
| 5.      | Monika Warnicka             | Polska            | 56,88   |
| 6.      | Olga Nazarowa               | Rosja             | 56,89   |
| 7.      | Trevaia Williams-Davis      | Stany Zjednoczone | 1:04,84 |
| –       | Karen van der Veen          | Południowa Afryka | DSQ     |

Bieg 2
| Miejsce | Zawodniczka        | Państwo           | Wynik |
| ------- | ------------------ | ----------------- | ----- |
| 1.      | Kim Batten         | Stany Zjednoczone | 54,15 |
| 2.      | Deon Hemmings      | Jamajka           | 54,33 |
| 3.      | Silvia Rieger      | Niemcy            | 55,69 |
| 4.      | Ionela Târlea      | Rumunia           | 56,21 |
| 5.      | Omolade Akinremi   | Nigeria           | 57,07 |
| 6.      | Guðrún Arnardóttir | Islandia          | 57,29 |
| 7.      | Irina Lenskiy      | Ukraina           | 57,33 |
| –       | Taciana Ledowska   | Białoruś          | DSQ   |

### Finał
| Miejsce | Zawodniczka                 | Państwo           | Wynik |
| ------- | --------------------------- | ----------------- | ----- |
| 01 !    | Kim Batten                  | Stany Zjednoczone | 52,61 |
| 02 !    | Tonja Buford                | Stany Zjednoczone | 52,62 |
| 03 !    | Deon Hemmings               | Jamajka           | 53,48 |
| 4.      | Heike Meißner               | Niemcy            | 54,86 |
| 5.      | Tetiana Tereszczuk-Antipowa | Ukraina           | 54,94 |
| 6.      | Silvia Rieger               | Niemcy            | 55,01 |
| 7.      | Ionela Târlea               | Rumunia           | 55,46 |
| 8.      | Natalja Torszyna-Alimżanowa | Kazachstan        | 56,75 |